# Кацели, Алека
Алека Кацели (греч. Αλέκα Κατσέλη, урождённая Мазараки, Μαζαράκη, 19 октября 1917, Афины — 11 сентября 1994, Афины) — греческая актриса театра и кино, хореограф. Известна советскому зрителю по роли Клитемнестры в фильме «Электра» (1962) режиссёра Михалиса Какоянниса. Видный деятель Олимпийских игр, хореограф церемонии возжигания олимпийского огня на летних Олимпийских играх в Мельбурне (1956), Риме (1960) и Токио (1964).

## Биография
Родилась 19 октября 1917 года в Афинах.
Училась в частной Школе танцевального искусства танцовщицы и учительницы танцев Кулы Працика, существующей с 1934 года (с 1973 года — Государственная школа танцевального искусства, Κρατική Σχολή Ορχηστικής Τέχνης, Κ.Σ.Ο.Τ.). В 1936 году школа Кулы Працика взяла на себя организацию первой церемонии возжигания олимпийского огня в древней Олимпии 20 июля 1936 года для летних Олимпийских игр в Берлине. Первой верховной жрицей в истории современных Олимпийских игр стала Кула Працика. Вместе с Марией Хорс Алека Кацели участвовала в церемонии 1936 года как одна из жриц.
Была хореографом церемонии возжигания олимпийского огня на летних Олимпийских играх в Мельбурне (1956), Риме (1960) и Токио (1964):
В первый раз, в 1936 году, я была рядом с Кулой Працика, и я не помню, чтобы что-то сильно чувствовала. Но позже, когда я зажгла Олимпийский огонь, я подумала, что обращаюсь к Зевсу, я думала, что говорю с тем высшим Богом, который когда-то жил в Олимпии. Метексис был непростой задачей; вы должны были быть пресуществлением, духовно возвышенным, вы должны были почувствовать, что говорите с высшей силой древних. Перед тем, как зажечь огонь, прежде чем получить солнечные лучи, нужно было светиться и телом, и душой.
По приглашению японских организаторов поехала на летние Олимпийские игры в Токио (1964):
Когда я прибыла туда после 20-часового полёта, я чувствовала себя очень уставшей, но то, что я увидела в аэропорту, лишило меня дара речи. Я стала объектом внимания чиновников, фотографов, журналистов. Я не могу описать проявления радости и уважения этих замечательных людей.
Также училась в драматической школе Каролоса Куна.
В 1943 году она впервые вышла на сцену театра, а затем сделала долгую карьеру в национальном театре. Она была ведущей актрисой во многих фильмах и театральных постановках.
Сыграла Клитемнестру в фильме «Электра» режиссёра Михалиса Какоянниса, экранизации одноименной трагедии Еврипида, снятом в копродукции с США. Фильм положил начало диалогу кинематографа и античности. Фильм участвовал в конкурсе Каннского кинофестиваля 1962 года и был номинантом на кинопремию «Оскар» за 1962 год за лучший фильм на иностранном языке. На международном кинофестивале в Салониках в 1962 году Алека Кацели получила награду за роль второго плана в «Электре». Фильм попал в советский прокат.
Умерла 11 сентября 1994 года в Афинах в возрасте 76 лет.

## Личная жизнь
Вышла замуж за известного театрального деятеля Греции, актёра и режиссёра Пелоса Кацелиса (1907—1981). Родила двух дочерей: актрису Нору Кацели (род. 15 сентября 1946) и политика Луку Кацели (род. 20 апреля 1952).